# Rillauds

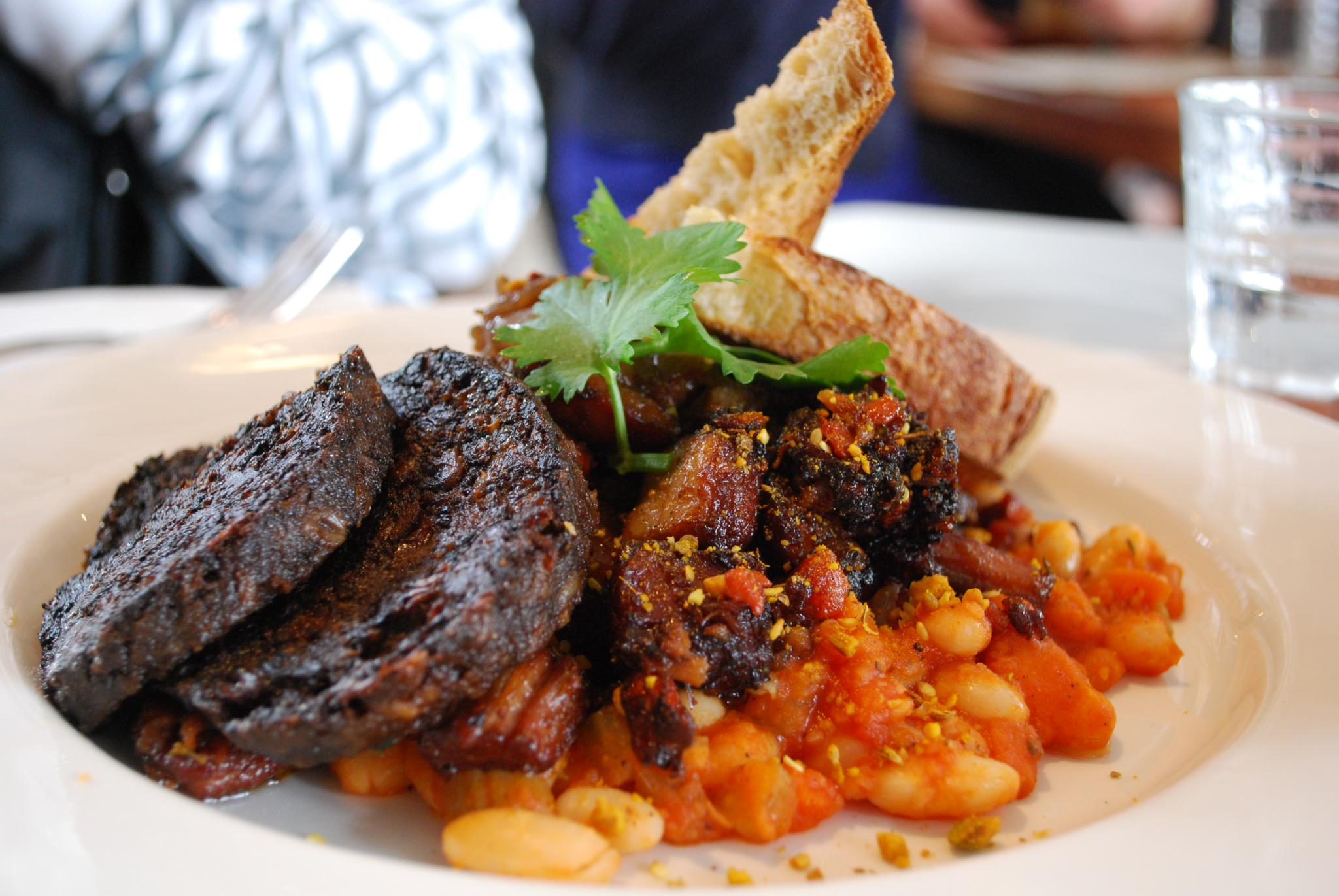
Rillauds de porc

Les rillauds sont une spécialité charcutière de l'Anjou. Ils s'apparentent à d'autres spécialités régionales, comme les grattons ou les rillons de Touraine.

## Préparation
Les rillauds sont des morceaux de poitrine de porc, comprenant à la fois la couenne et la partie tendre de la pièce. On les prépare en les faisant reposer dans une saumure de sel et d'aromates, puis on les cuit dans du saindoux (appelée aussi panne fondue) dans des chaudrons. 
Les rillauds peuvent se manger en salade ou à l'intérieur d'une fouace. Le critique gastronomique Curnonsky raconte qu'à Angers on aimait autrefois les acheter tout chauds le dimanche, alors qu'à Saumur on les mangeait froids au petit déjeuner accompagnés d'un verre de vin blanc.

## Variantes régionales
Les rillauds, spécialité angevine, s'apparentent au rillon de Touraine, mais ce dernier est plus petit et n'incorpore pas la couenne de l'animal.

## Traditions
Cette spécialité régionale est célébrée par une confrérie gastronomique, la Confrérie des Rillauds d'Anjou et des Grands Vins de Brissac, fondée en 1973 à Brissac-Quincé. C'est dans ce village qu'est organisée, chaque premier dimanche de juillet, la Rillaudée, qui est à la fois un concours destiné à honorer des charcutiers et une fête populaire. 